# Giesel (Fulda)
Die Giesel ist ein rund 10 km langer, linker Nebenfluss der Fulda, der in der Gemarkung Giesel bei 409 m NN entspringt. Ihr auch Gresel benannter Hauptoberlauf entwässert, zusammen mit ihrem linken Nebenfluss Saurode und ihrem ebenfalls mit Giesel benannten rechten Nebenfluss, in etwa die östliche Hälfte des Gieseler Forstes, eines großen zusammenhängenden Waldgebietes mit 4.259,6 ha im Osten des Unteren Vogelsberges und westlich der Fuldaer Senke. Sie mündet im Norden des Fuldaer Stadtteiles Bronnzell nördlich und unweit der 215 m langen, über 10 Gewölbe führende Sandsteinbrücke Kohlhäuser Brücke bei  Kohlhaus in die Fulda. Das Flusslängsprofil der Giesel weist von der Quelle bis zur Mündung in die Fulda einen Höhenunterschied von 156 m auf.

## Bildergalerie

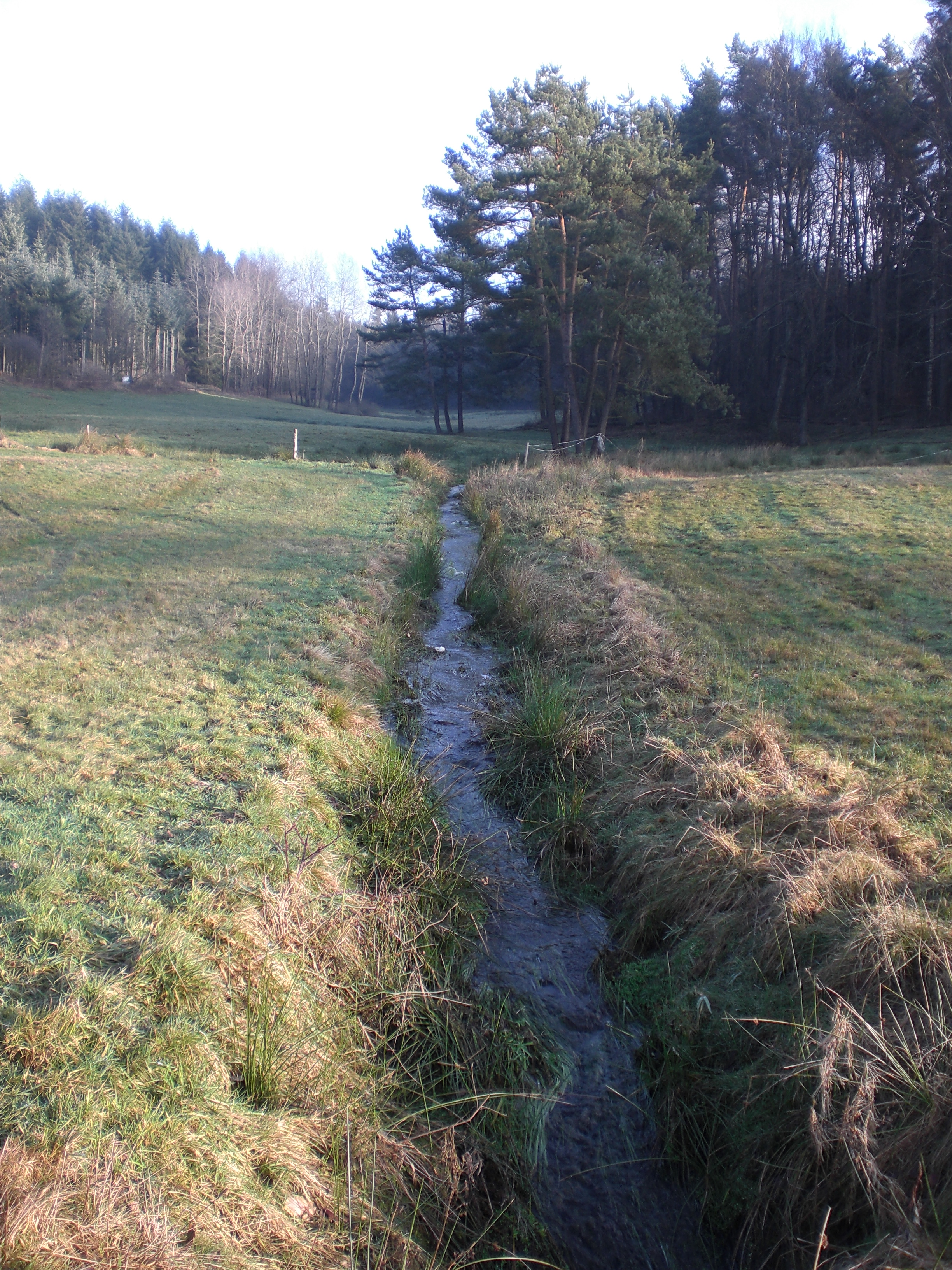
Quellbereich der Giesel (Fulda)
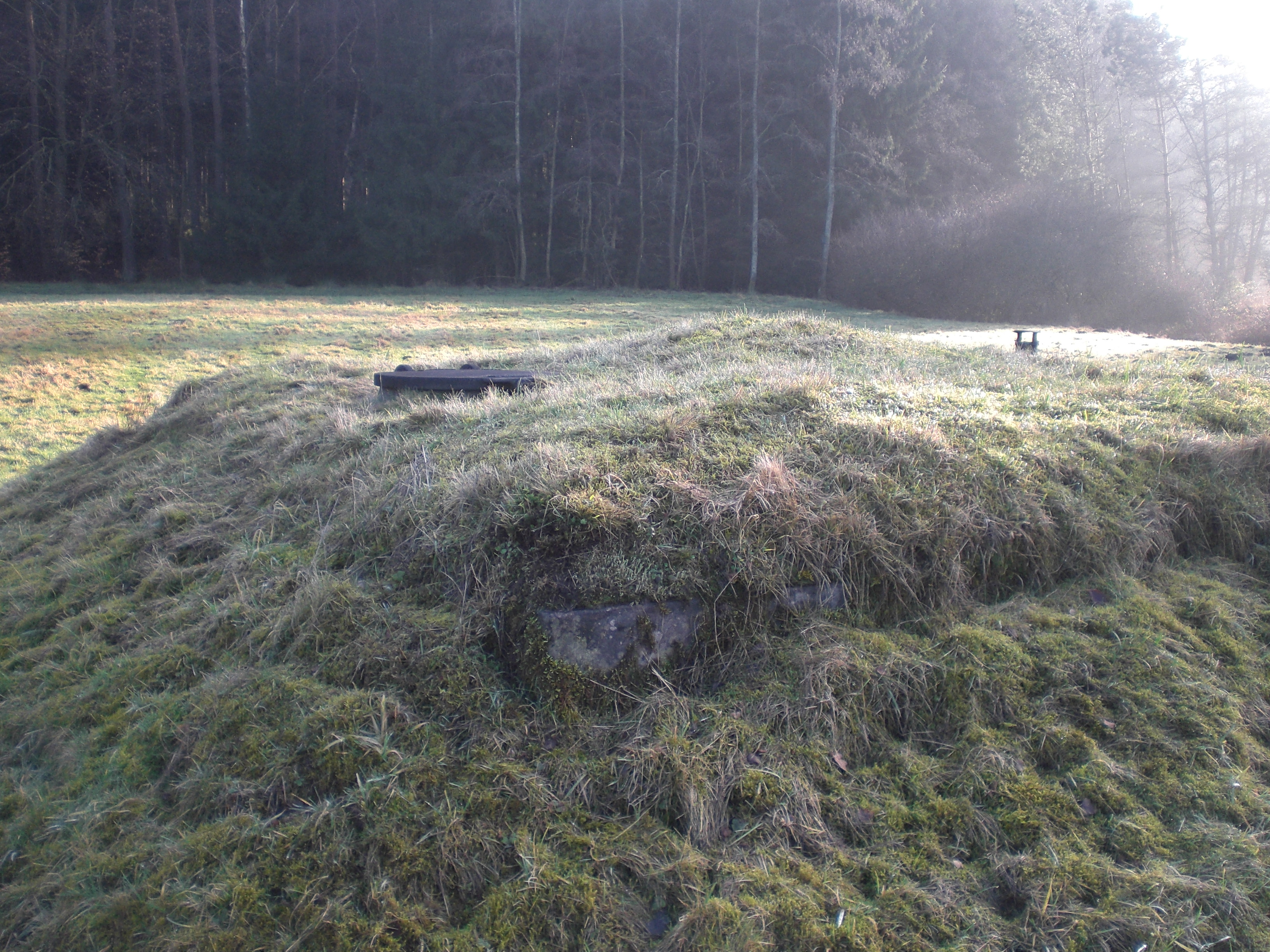
Quellsammelschacht der alten Wasserversorgung aus dem Jahre 1924
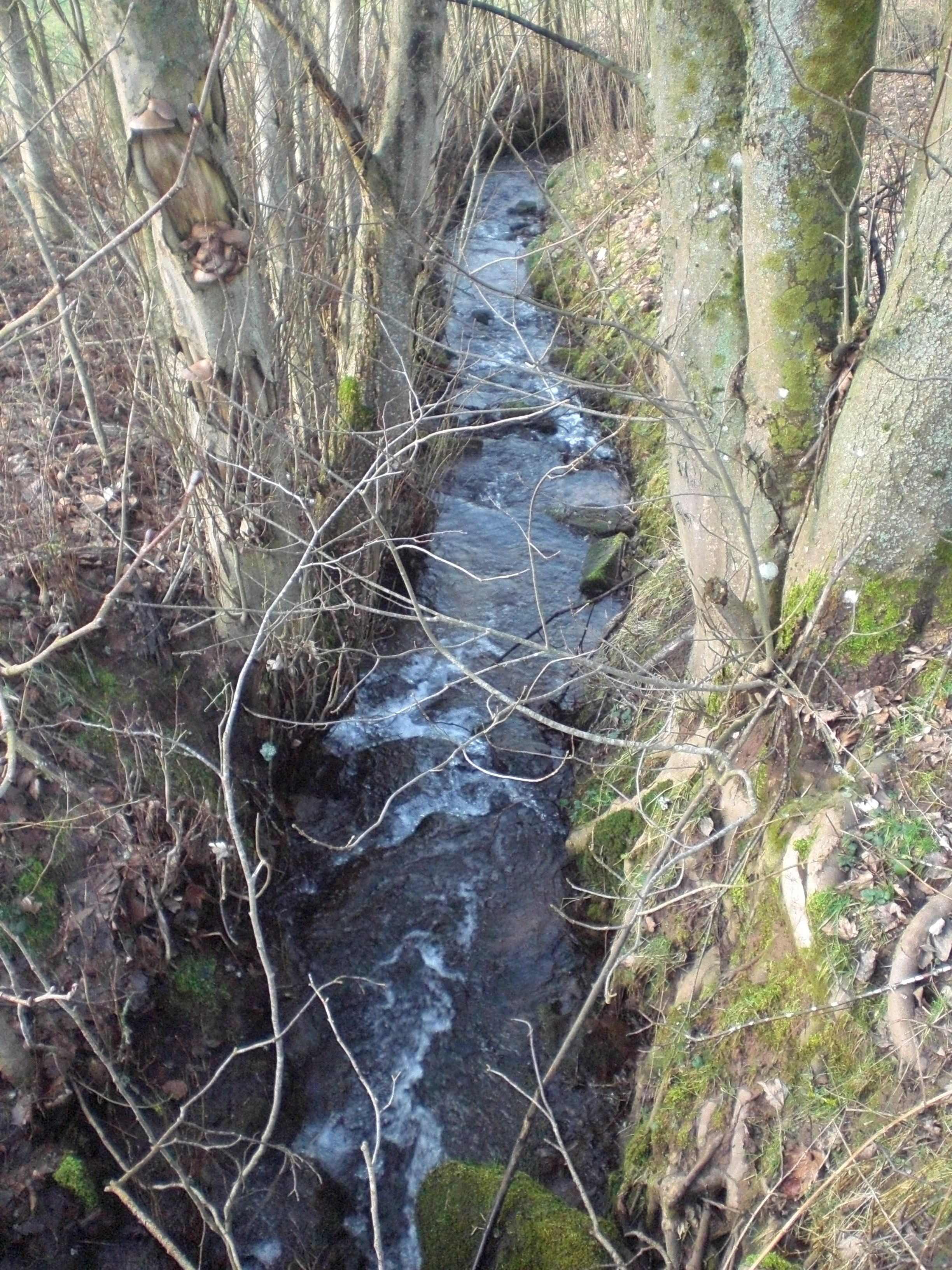
Die Giesel im Oberlauf vor der Ortslage der Ortschaft Giesel
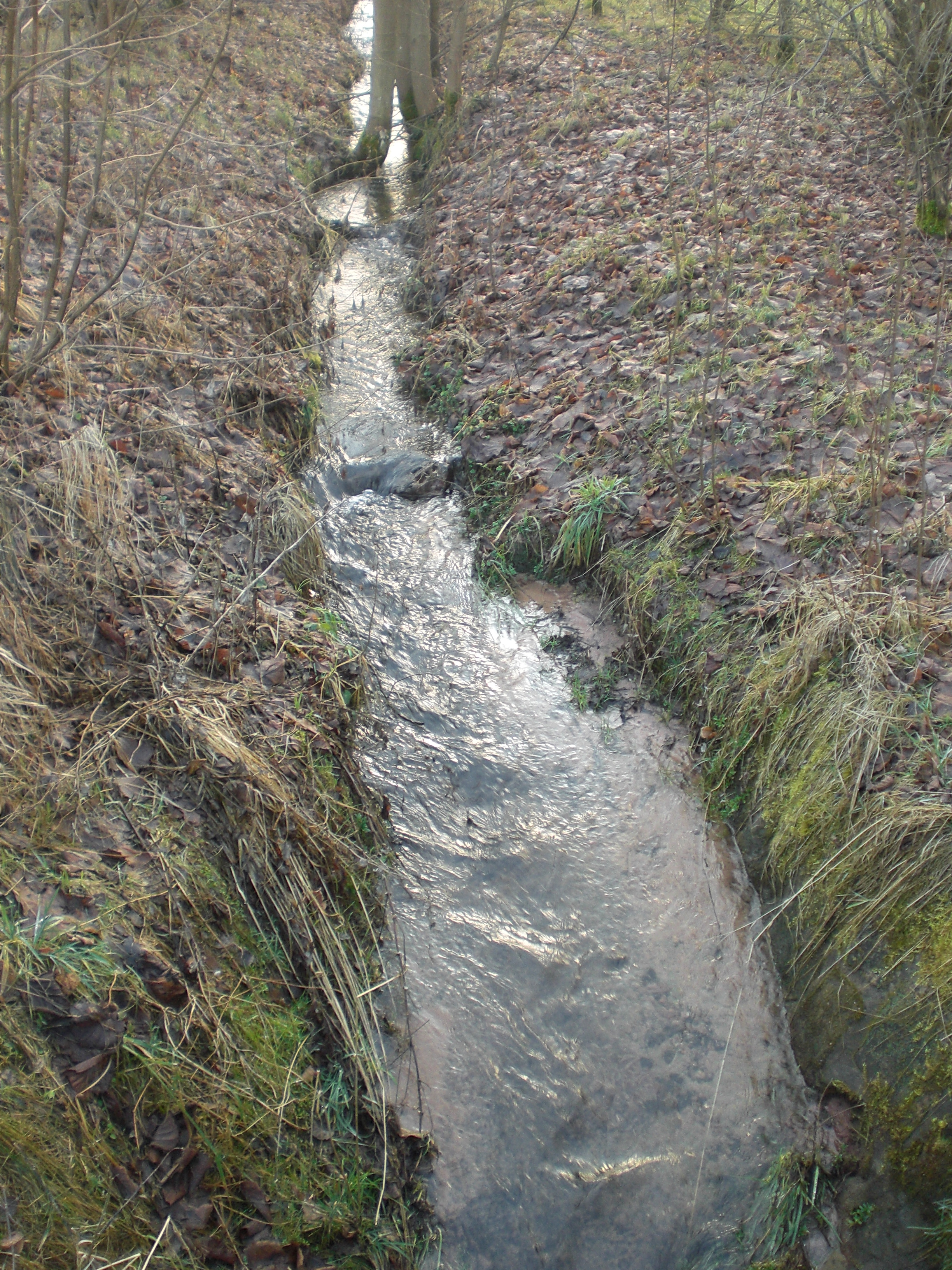
Die Giesel (Fulda) bei der Unterquerung der L 3206 im Oberlauf vor der Ortslage
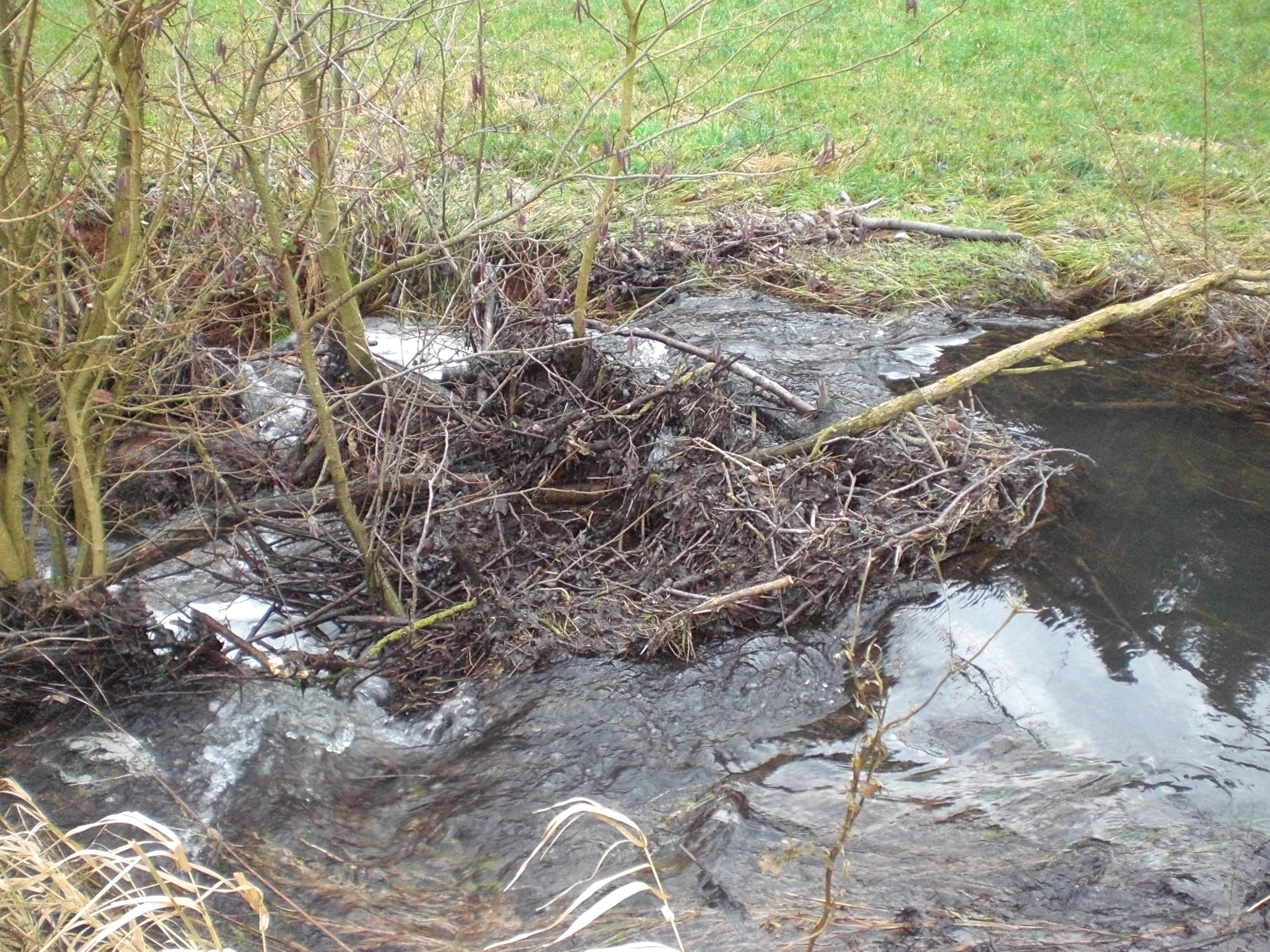
Die Giesel (Fulda) vor der Gemarkungsgrenze Istergiesel

## Nebenflüsse
Das von Westen nach Osten fließende Flusssystem der Giesel fächert sich auf in die eigentliche Giesel über die Gresel (10,0 km), die Saurode (7,9 km) im Norden und die südliche Giesel (4,6 km). Dabei bringt die Gresel bei der Mündung der Saurode ein Einzugsgebiet von 15,585 km² mit, die Saurode ein fast gleich großes von 13,112 km²; über die Saurode ist die Giesel auch mit 11,4 km etwas länger.
Die nur 1 km unterhalb zufließende südlichere Giesel entwässert wiederum 8,889 km² und liegt damit deutlich hinter der als Gresel mit der Saurode vereinigten, eigentlichen Giesel (bis dort 29,469 km²). Dessen ungeachtet wird in der Gewässerstationierung bislang (März 2018) noch die nebst Mündungsarm nur 7,0 km lange südliche Giesel unter der Fließgewässerkennziffer 4232 als Hauptarm geführt, die eigentliche Giesel bzw. Gresel unter der Nummer 42322 als Nebenfluss und die Saurode unter 423222 als Nebenfluss 2. Ordnung.
Die Giesel mit ihren Zuflüssen Giesel-bach, Saurode, Sorbach, Dichert und Hellersbach ist das Hauptgewässer und entwässert bei Kohlhaus/Bronnzell in die Fulda.

## Wissenswertes / Kohlhäuser Brücke
Die „Kohlhäuser Brücke“ oder „Fulda Brücke“ über die Fulda war bereits im Mittelalter der Übergang der alten Handelsstraße („Alte Straße“, Via Regia) von Frankfurt nach Leipzig über den Fluss Fulda.
Eine Steinbrücke wurde zu Beginn des 18. Jahrhunderts bei Kohlhaus errichtet. Der östliche Brückenteil mit den Figuren von Maria und Josef entstand unter dem Fuldaer Fürstabt Adalbert von Schleiffras. Unter Fürstbischof Heinrich von Bibra wurde vor 1771 die Steinbrücke nach Westen (Richtung der Propstei Johannesberg)  verlängert und mit den Statuen des Hl. Bonifatius und des Kaisers Heinrich II. bekrönt. Sein Wappen mit der Jahreszahl der Errichtung ist an der Südseite angebracht.

## Historische Karte
- Giesel, Landkreis Fulda. Historisches Ortslexikon für Hessen.  In: Landesgeschichtliches Informationssystem Hessen (LAGIS).